# 郡山市立金透小学校
郡山市立金透小学校（こおりやましりつ きんとうしょうがっこう）は、福島県郡山市堂前町にある公立小学校。

## 概要
- 旧郡山市内で最初に設立された小学校である。
- 校内に設置された金透図書館は、旧郡山市内で最初に設立された図書館であった（現存せず）[1]。
- 教育のめざす児童像は「ともに学び育つ子ども」としており、3アップ（マナー・学力・体力）運動の展開を心掛けている。

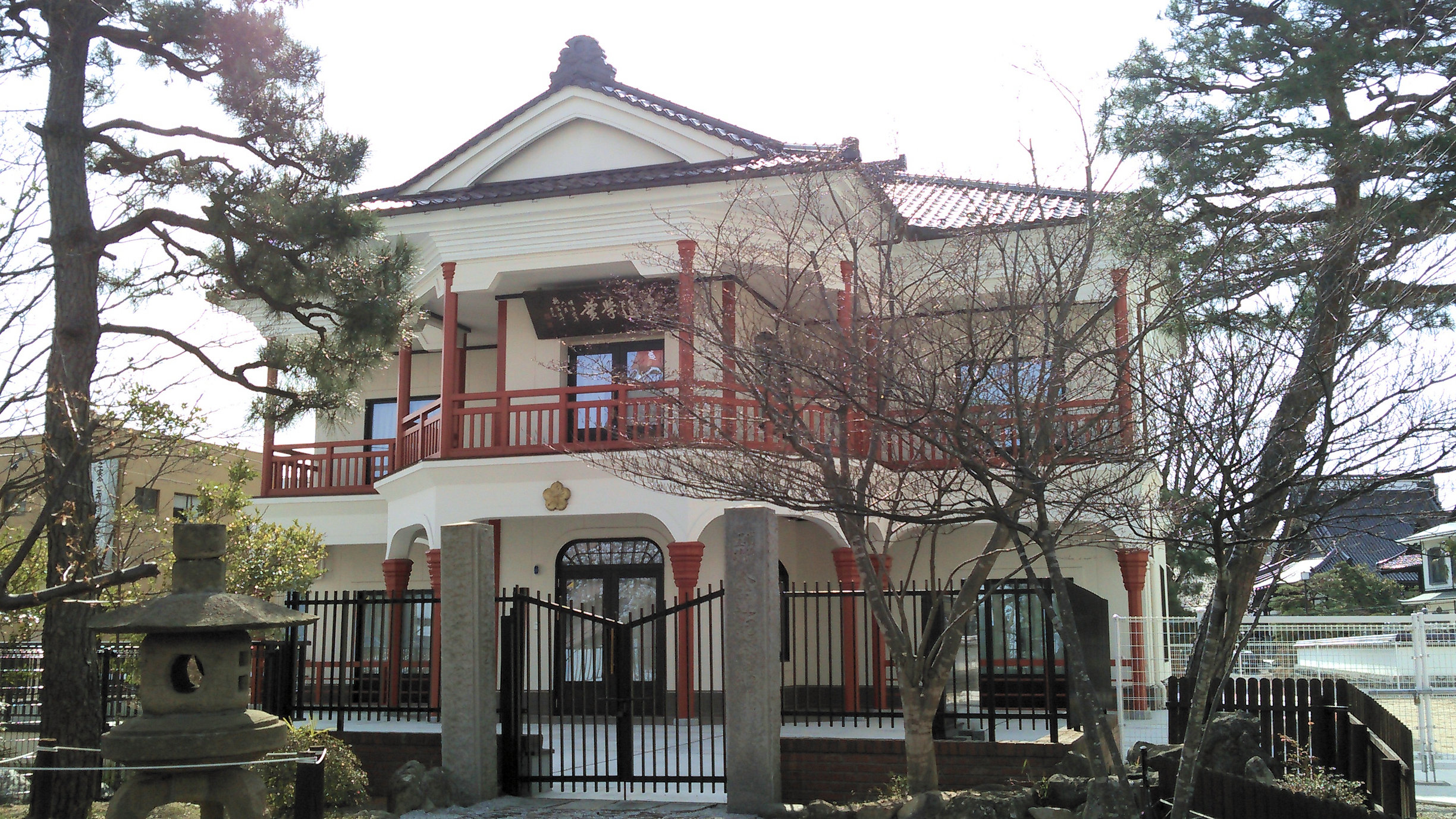
敷地内の金透記念館

- 1876年の明治天皇東北御巡幸の祭には、旧校舎が休憩所として使用された。その旧校舎の一部は麓山通り側に復元され、「金透記念館」として現在も残る。見学可能だが要事前予約[2]。
- 校名の「金透」は、明治天皇に随行して来校した木戸孝允により命名された。朱子が著した『朱子語録』中の「陽気發處金石亦透、精神一到何事不成」に由来する。
- 1883年には伊藤博文、三条太政が来校している。
- 合奏団が全国大会に多数出場。（1960年･1961年･1982年･2002年・2014年・2015年　全国1位受賞）

## 沿革
- 1873年4月 - 盛隆舎として開校。
- 1874年11月 - 郡山小学校と改称。
- 1876年6月 - 木戸孝允が「金透小学校」と命名。
- 1889年4月 - 郡山尋常小学校に改称。
- 1900年4月 - 第二小学校（現在の芳山小学校）が新設され、男女分離。郡山第一尋常高等小学校に改称。
- 1913年6月 - 郡山金透尋常高等小学校に改称。
- 1932年4月 - 郡山金透尋常小学校に改称。
- 1941年4月 - 郡山金透国民学校となる。
- 1941年8月 - 正面校舎全焼。
- 1947年8月 - 現在の郡山市立金透小学校に改称。
- 1973年4月 - 創立100周年。

## 出身者
- 加藤菜々子 - 音楽家
- 品川萬里 - 郡山市長
- 根本祐太郎 - 実業家・郡山町長・貴族院多額納税者議員